# Ali al-Atrasz
Ali al-Atrasz (arab. علي الأطرش) – wieś w Syrii, w muhafazie Aleppo, w dystrykcie Afrin. W 2004 roku liczyła 224 mieszkańców.